# Czaka (car bułgarski)
Czaka, Czak (bułg. Чака, zm. 1300?) – car Bułgarii w latach 1299–1300, syn dowódcy Złotej Ordy Nogaja.
W 1285 roku Nogaj najechał i spustoszył Bułgarię. Car Bułgarii Jerzy I Terter uznał w wyniku najazdu zwierzchnictwo Złotej Ordy. Zmuszony był też oddać swą córkę za żonę synowi Nogaja, Czace. Czaka przyjął do swego haremu nieznaną z imienia córkę Jerzego Tertera. Wraz z nią jako zakładnik lojalności cara do Ordy wyjechał syn carski Teodor Swetosław.
Jesienią 1299 roku Nogaj zginął z rąk nowego chana Złotej Ordy Tokty. Czaka, na czele wiernych sobie oddziałów, wraz ze swym szwagrem Teodorem Swetosławem, zbiegli w granice Bułgarii. Sprawujący regencję w imieniu małoletniego cara Iwana IV Smilca, carowa wdowa i Eltimir, stryj Teodora Swetosława, nie byli w stanie stawić im oporu. Teodor Swetosław skłonił bojarów tyrnowskich do obrania Czaki carem. Rok później obawiając się najazdu ordy chana Tokty, Teodor Swetosław i bojarzy tyrnowscy zawiązali spisek i zamordowali Czakę, a głowę jego odesłali na dwór chana. Carem został obrany Teodor Swetosław.